# 遠藤愛
遠藤 愛（えんどう まな、1971年2月6日 - ）は、日本の元女子プロテニス選手、スポーツ科学者。東京経済大学コミュニケーション学部准教授。

## 概要
広島県福山市出身の元女子プロテニス選手。伊達公子と同学年の選手で（遠藤は早生まれのため）、身近なライバルとしての伊達とともに成長し、日本女子テニスの黄金期を築いた名選手のひとりである。福山暁の星女子高校を経て筑波大学体育専門学群卒業。筑波大学大学院人間総合科学研究科博士課程修了。博士（体育科学）。シングルス自己最高位は26位（1994年9月26日付）。身長160cm、体重54kg、右利き。
2013年より東京経済大学コミュニケーション学部准教授。

## 来歴
7歳からテニスを始め、父親の手ほどきを受ける。1991年4月、筑波大在学中に20歳でプロ転向。同年の第16回夏季ユニバーシアード大会（イギリス・シェフィールド）の女子テニスで、日本人選手として史上初のシングルス金メダルを獲得、また同時に平木理化とのコンビでダブルスも優勝した。1992年に全仏オープン・ウィンブルドンの2大会連続でグランドスラム大会の3回戦に進出し、同年のバルセロナ五輪にも出場している。
1994年に遠藤はキャリアの最盛期を迎え、日本女子テニス界の最盛期を築く成績を挙げた。1月の「タスマニア・オープン」（オーストラリア、全豪オープン前哨戦の1つ）でWTAツアーのシングルス初優勝を達成した時は、決勝戦で地元オーストラリアのレイチェル・マッキランを 6-1, 6-7, 6-4 で破った。同年の全米オープンで4回戦に進出し、4大大会の自己最高成績を記録する。遠藤は3回戦で第6シードのリンゼイ・ダベンポートを破ったが、4回戦でアマンダ・クッツァーに 3-6, 0-6 のストレートで敗れた。この大会では、第5シードの伊達公子がアランチャ・サンチェス・ビカリオとの準々決勝まで勝ち進み、2年連続のベスト8に入っている。伊達と遠藤の2人が4回戦に進出したことで、日本女子テニス界はさらに盛り上がりを増した。伊達と遠藤は通算「3勝2敗」の対戦成績で、遠藤は1994年の「ニチレイ・レディース」2回戦（東京・有明コロシアム）と1996年の全豪オープン2回戦で伊達を破っている。こうした日本人選手対決が国際大会レベルで頻繁に行われたことも、当時の日本のテニスファンたちを沸かせた。
その他の4大大会では、遠藤は最高3回戦まで進出した。全豪オープンは1996年（2回戦で伊達を破った後、次の試合で当時15歳のマルチナ・ヒンギスに 1-6, 1-6 で敗れた）、全仏オープンは1992年、ウィンブルドンは1992年と1994年に3回戦進出を記録している。全仏オープンは不得意で、1992年の3回戦で第14シードの伊達に敗れた後は、1993年-1997年まですべて1回戦敗退に終わった。
伊達が現役を引退した後、最初の4大大会となった1997年全豪オープンの女子シングルスで、遠藤は2回戦で敗退し、他の日本勢も3回戦で全滅した。この時遠藤は「シード（世界ランキング上位の16名がシード選手となる）に公子の名前がないのは寂しい」ともらしたという。伊達が世界ランキング8位で引退したことにより、日本女子テニスの勢いがすぐに衰退し始めたのは誰の目にも明らかだった。1998年4月、遠藤は「ジャパン・オープン・テニス」の2回戦敗退を最後に現役を引退する。この大会は松岡修造の引退試合でもあり、日本テニス界をリードしてきた遠藤と松岡が同時にコートから姿を消した時であった。
現役引退後の遠藤は、筑波学院大学講師や「広島県生涯学習審議会」委員など、多方面の教育活動に携わった。2007年に「テニスのグランドストローク局面における後ろ脚動作の役割に関する研究」により、筑波大学より博士（体育科学）を取得。2013年、東京経済大学准教授。